# Oh Night
Oh Night är den andra singeln från Christian Kjellvanders studioalbum Songs From a Two-Room Chapel, utgivet 2002.

## Låtlista
Båda låtarna är skrivna av Christian Kjellvander.
1. "Oh Night" - 3:41
2. "Allelujah" - 5:09